# Principio de mínimo privilegio
En seguridad de la información, ciencias de la computación y otros campos, el principio de mínimo privilegio (también conocido como el principio de menor autoridad) indica que en una particular capa de abstracción de un entorno computacional, cada  parte (como ser un proceso, un usuario o un programa, dependiendo del contexto) debe ser capaz de acceder solo a la información y recursos que son necesarios para su legítimo propósito.